# زهرا شاهتاختینسکایا
زهرا شاهتاختینسکایا (ترکی آذربایجانی: Zəhra Şahtaxtinskaya; ۱۷ november ۱۸۹۵ – ۱۶ سپتامبر ۱۹۷۷) جانورشناس، کرم‌انگل‌شناس، دکترای علوم زیستی، استاد آذربایجانی و دریافت کننده عنوان افتخاری کارمند افتخاری علم آذربایجان شوروی بود.

## زندگی‌نامه
زهرا شاهتاختینسکایا در سال ۱۸۹۵ در شهر استپاناکرت در ناگورنو قره‌باغ به دنیا آمد. در سال ۱۹۱۶ فعالیت‌های شغلی خود را به عنوان آموزگار در یک مدرسه دخترانه آغاز نمود. از سال ۱۹۲۲ تا آخر عمرش در دانشگاه تربیت مدرس جمهوری آذربایجان فعالیت کرد. ابتدا ریاست دانشکده زیست‌شناسی و از سال ۱۹۳۷ جانورشناسی را به عهده گرفت. تحقیقات وی عمدتاً حوزه‌های کرم‌های انگلی، پرندگان آبزی و مردابی آذربایجان را پوشش می‌داد. زهرا شاهتاختینسکایا در کنار اینکه تعدادی مقالات علمی و کتب درسی است، در طول فعالیت‌های آموزشی خود تعداد زیادی دانشمند تربیت کرد. از وی با اعطای نشان لنین و چندین مدال تقدیر به عمل آمده بود.
زهرا شاهتاختینسکایا در سال ۱۹۷۷ در شهر باکو درگذشت.

## خانواده
همسرش «نعمت شاختاختینسکی» که در سنت پترزبورگ تحصیل کرده بود، برای مدت طولانی در دانشگاه دولتی نفت و صنعت آذربایجان کار کرد. فرزندان آنها «تغرول شاختختینسکی» نیز دانشمند بود و در زمینه پتروشیمی تحقیق می‌کرد. زهرا از نوادگان «آقایف‌ها»، از برجسته‌ترین خاندان‌های و نخبگان آذربایجان بود. او از بستگان سپهبد «فرج بیگ آقایف»، فرمانده نظامی معروف اهل شوشا، بود.

## آثار علمی
- جانورشناسی بی‌مهرگان (۱۹۶۰)
- اصول مطالعه طبیعت (۱۹۷۵)
- جانورشناسی (۱۹۷۴)

## نشان
- نشان لنین